# تنوتو
تِنُوتوُ (به ایتالیایی: Tenuto) از اصطلاحات موسیقی و از جمله نشانه‌ها و عبارت‌های مربوط به آرتیکولاسیون است. 

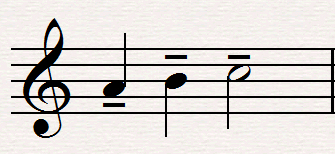
نت‌هایی با علامت تنوتو

این لغت به معنای حالتی است که یک نُت یا یک صدا را می‌بایست با تمامی ارزش زمانی آن امتداد داد. به عبارت دیگر ارزش زمانی هر نُت را دقیقاً همانگونه که نوشته‌اند، اجرا نمایند.
«تنوتو» برگرفته از فعل ایتالیایی Tenere و در لُغت به معنای نگاهدار، موظف، پایدار، عالی، ثابت، پیوسته، متصل، صدای کشیده، نگاه داشته شده و ثابت مانده‌است.

## تنوتو در نُت نویسی
«تنوتو» به ۳ حالت در نُت نویسی مرسوم است:
- نوشتن کلمه «tenuto» در بالای مجموع نت‌های مورد نظر (مثلاً در بالای یک پاساژ موسیقی)
- نوشتن تنوتو به صورت مُخفف: «ten» در بالای نتِ مورد نظر
- کشیدن خطی افقی به اندازه طول سر نت، در بالا یا پایین نتی که باید تنوتو نواخته شود.